# Amerikaanse Maagdeneilanden
De Amerikaanse Maagdeneilanden (Engels: United States Virgin Islands) maken deel uit van de Maagdeneilanden en liggen tussen Puerto Rico en de Bovenwindse eilanden in het Caribisch gebied. Tot 1917 waren de eilanden Deens. In dat jaar werden ze door Denemarken aan de Verenigde Staten verkocht. Een aantal plaatsnamen herinnert nog aan de Deense koloniale tijd. De natuur wordt voor een groot deel beschermd in het Virgin Islands National Park. De eilanden telden 87.146 inwoners tijdens de 2020 census.

## Eilanden
De eilandengroep bestaat uit de volgende hoofdeilanden:
- Saint Croix
- Saint John
- Saint Thomas

Tevens zijn er kleine eilanden en rotspunten zoals:
- Buck Island
- Great Hans Lollik
- Great Saint James
- Hassel Island[5]
- Little Saint James
- Protestant Cay
- Thatch Cay
- Water Island. In 1944 gekocht door de Verenigde Staten.[6]

## Bestuurlijke en politieke indeling
De Amerikaanse Maagdeneilanden zijn een unincorporated territory (niet-geïntegreerd territorium) van de Verenigde Staten. Dit betekent dat de Grondwet van de Verenigde Staten en de federale wetten maar gedeeltelijk gelden. De eilanden hebben geen grondwet en worden bestuurd volgens de Revised Organic Act of the Virgin Islands van 1954.
De eilanden zijn opgedeeld in twee districten (Saint Croix en Saint Thomas - Saint John) en twintig subdistricten. De subdistricten hebben alleen een statistische functie; er is geen lokale overheid.
De Amerikaanse Maagdeneilanden worden bestuurd door het Parlement van de Amerikaanse Maagdeneilanden, een deelstaatparlement met een eenkamerparlement met 15 senatoren die iedere vier jaar worden verkozen. Er is een afgevaardigde naar het Amerikaans Congres, maar heeft geen stemrecht. De inwoners hebben geen stemrecht in de federale verkiezingen en de presidentsverkiezingen. Door de Verenigde Naties worden de Amerikaanse Maagdeneilanden sinds 1946 beschouwd als een niet-zelfregerend territorium oftewel een kolonie.

## Geschiedenis
De eilanden werden oorspronkelijk bewoond door Taíno inheemsen, maar werden in de 14e eeuw door de Cariben veroverd. In 1493 werden de eilanden ontdekt door Christoffel Columbus tijdens zijn tweede reis. Ze werden de Maagdeneilanden genoemd naar Heilige Ursula en haar maagdelijke aanhangers. Op Salt River Bay in Saint Croix werd Colombus aangevallen door de Cariben. De Spanjaarden verklaarden de inheemsen de oorlog en in 1596 was het eiland praktisch onbewoond.
In het begin van de 17e eeuw vond een ongeregelde kolonisatie van Saint Croix plaats door Nederlandse en Britse kolonisten. Vanaf 1625 bevonden de Nederlanders zich in het oosten van Saint Croix, en de Britten in het westen. In 1645 vond een oorlog plaats tussen de Nederlanders en de Britten waarbij beide gouverneurs om het leven kwamen. In 1650 werden de Britten door de Spanjaarden verdreven, die het volgende jaar door de Fransen werden verdreven. De kolonisatie verliep slecht, en Saint Croix werd door de Franse koning aan de Orde van Malta gegeven. In 1665 werd het eiland verkocht aan de Franse West-Indische Compagnie. Het leek eerst voorspoedig te gaan met de kolonisatie, maar door ziekte en droogte werd het eiland later verlaten, en was vanaf 1695 weer bijna onbewoond.

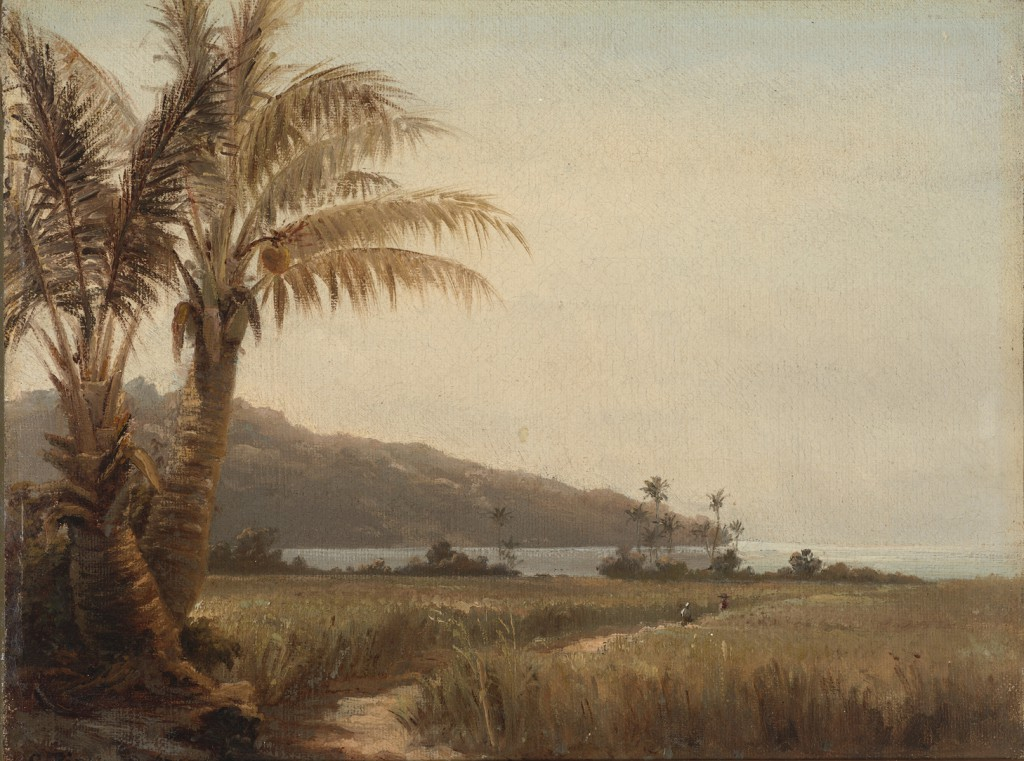
Landschap van Saint Thomas door Camille Pissarro (1856)

Het eiland Saint Thomas werd niet gekoloniseerd, maar wel gebruikt door piraten. In 1657 vestigden Nederlandse kolonisten zich op het eiland. In 1666 volgden kolonisten uit Denemarken, en in 1671 werd Saint Thomas door de Deense West-Indische en Guineese Compagnie geclaimd als Sankt Thomas. In 1673 arriveerden de eerste slaven uit Afrika en werden suikerrietplantages gesticht. In 1680 werden de Maagdeneilanden verdeeld in de Britse Maagdeneilanden en Deens-West-Indië.
In 1680 arriveerden de eerste Deense kolonisten op Saint John. In 1684 werd het eiland geclaimd door de Deense West-Indische Compagnie als Sankt Jan, maar het Verenigd Koninkrijk claimde ook het eiland, en de kolonisten werden teruggehaald. In 1718 stichtten 20 Deense planters de plaats Coral Bay waar een klein fort werd gebouwd.
In 1733 werd Saint Croix aan de Deense West-Indische Compagnie verkocht. De eilanden werden Jomfruøerne genoemd. De nieuwe kolonie had vrije vestiging, en Christiansted werd gebouwd als geplande hoofdplaats. Er werden veel suikerrietplantages aangelegd. In 1754 werd het een kroonkolonie van Denemarken, en werd Christiansted de hoofdstad van Deens-West-Indië.

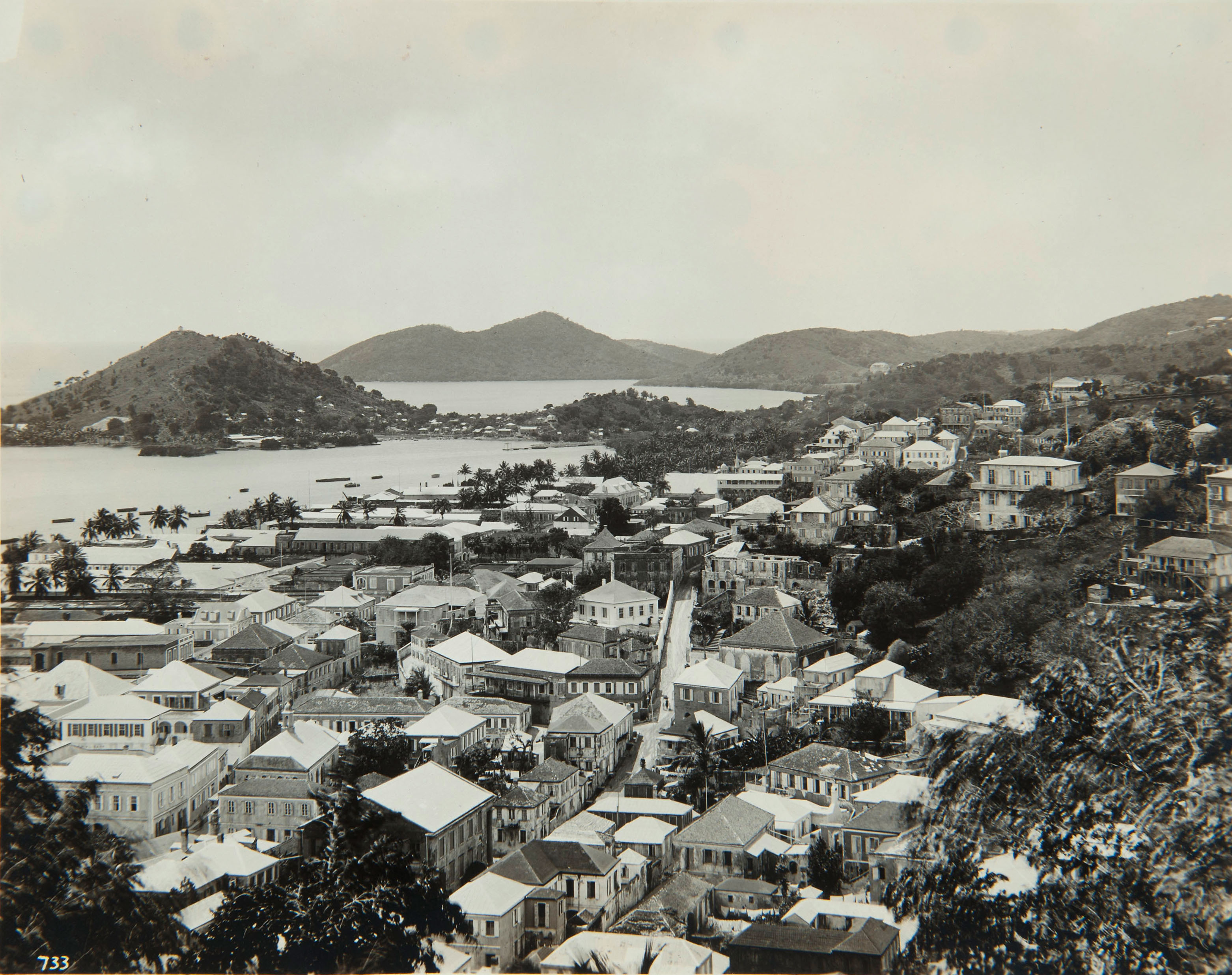
Charlotte Amalie (1910)

Tijdens de 18e- en begin 19e eeuw was suikerriet belangrijk voor de economie. Door de afschaffing van de slavernij door gouverneur Peter von Scholten op 3 juli 1848 werd het onmogelijk om hiermee door te gaan. De plantages raakten in verval. Tussen 1850 en 1870 vertrok een groot deel van de bevolking. In 1871 werd de hoofdstad verplaatst naar Charlotte Amalie op het eiland Saint Thomas.
Tijdens de duikbootoorlog in de Eerste Wereldoorlog werd Denemarken door de Verenigde Staten benaderd, omdat de eilanden door Duitsland zouden kunnen worden veroverd en als onderzeebootbasis zouden kunnen worden gebruikt. De eilanden werden op 17 januari 1917 door Denemarken aan de Verenigde Staten verkocht voor 25 miljoen dollar, die de eilanden op 31 maart in bezit namen. Water Island dat privébezit was, werd oorspronkelijk niet verkocht, maar werd pas in 1944 aangeschaft. In 1927 werd aan de inwoners van de eilanden het Amerikaans staatsburgerschap verleend. In de tweede helft van de 20e eeuw begonnen de eilanden zich te ontwikkelen als een toeristisch gebied.

## Demografie

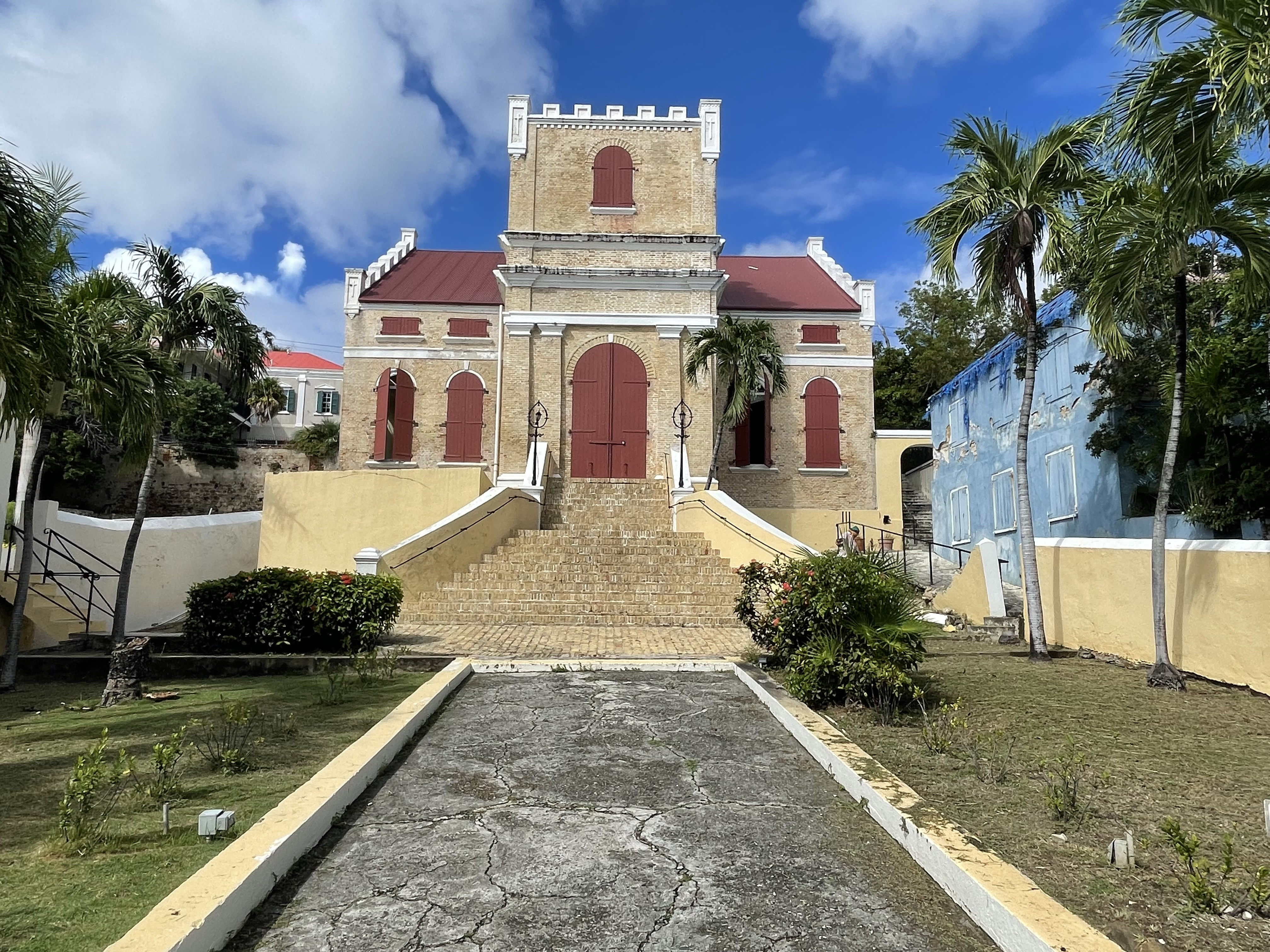
Lutherse kerk in Saint Thomas

Op de eilanden wonen vooral nazaten van tot slaaf gemaakte Afrikanen, de Afro-Caraïbische bevolking. Daarnaast wonen er veel nazaten van Europese kolonisten.
Tijdens de census van 2010 identificeerde de bevolking zich als volgt:
- Afrikaans 76%
- Europees 15,7%
- Aziatisch 1,4%
- Gemengd 2,1%
- Inheemse bevolking 0,4%
- Anders 4,5%
- Latino's en Hispanics, ongeacht ras 17,5%

In 2010 was de protestantse kerk het grootst is met 59% (daarvan waren 42% baptisten, 17% Episcopalisme) en 34% room-katholiek.
In de 21e eeuw was er sprake van een afname van het inwonersaantal. Tijdens de 2010 census hadden de eilanden 106.405 inwoners, maar in 2020 was het gedaald tot 87.146.

## Geografie

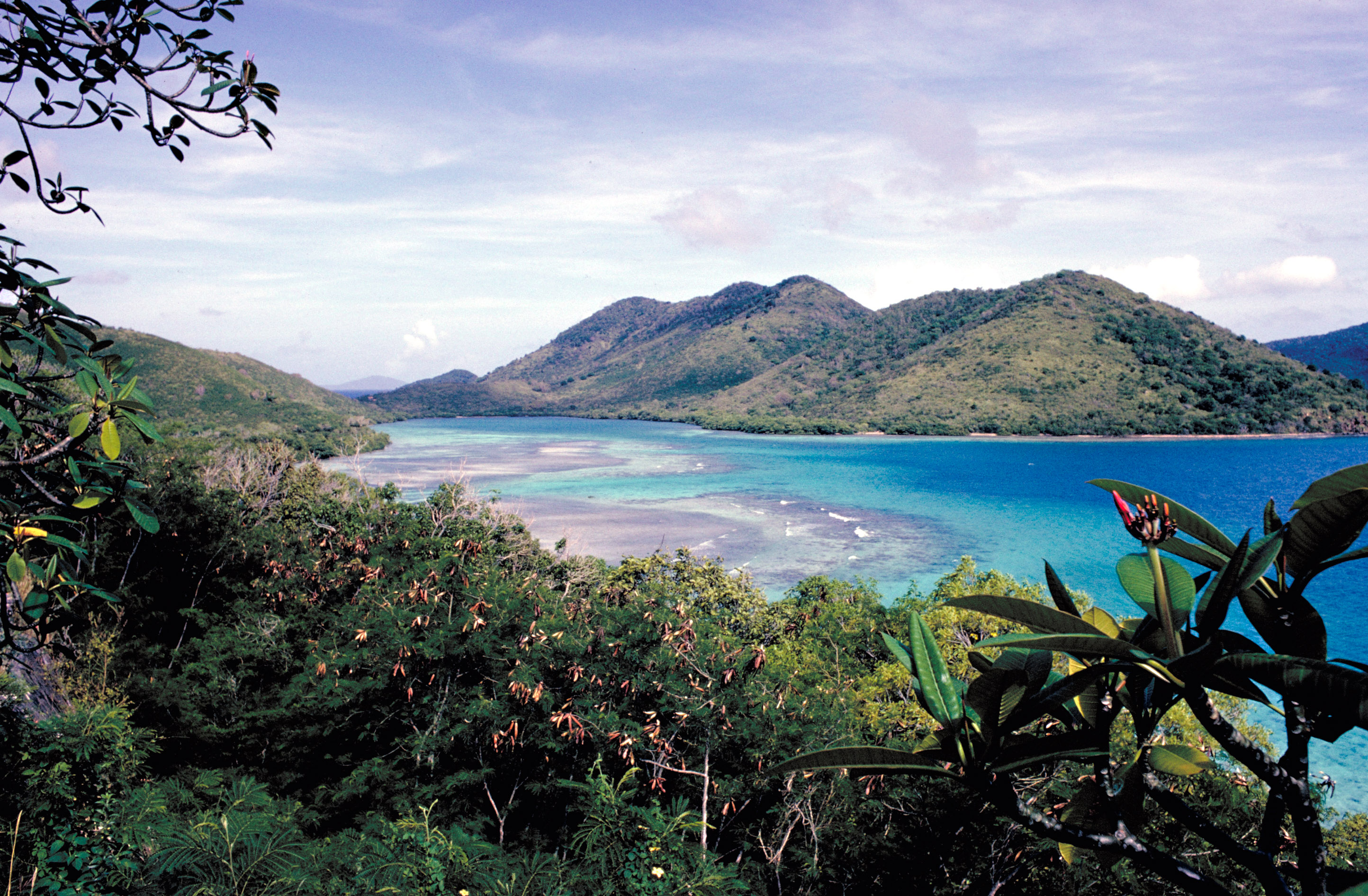
Virgin Islands National Park in Saint John

Saint Croix ligt ongeveer 60 km ten zuiden van Saint John en Saint Thomas die 4 km van elkaar verwijderd zijn.
Saint John en Saint Thomas zijn van vulkanische oorsprong, en zijn ongeveer 100 miljoen jaar geleden ontstaan. Puerto Rico, Saint John, Saint Thomas, en de Britse Maagdeneilanden met uitzondering van Anegada vormen samen de Puerto Ricobank. In het Pleistoceen was het één eiland, maar door de stijging van de zee zijn Puerto Rico en de Maagdeneilanden gescheiden door een 60 kilometer brede zee die tot 30 meter diep is.
Saint Croix wordt gerekend tot de Maagdeneilanden, maar is geen onderdeel van de Puerto Ricobank. Het wordt door de Virgin Islands Basin gescheiden van de andere eilanden. De zee tussen de eilanden bereikt een maximale diepte van ongeveer 2,5 km.
De vulkanen die Saint John and Saint Thomas hebben gevormd zijn niet meer actief, maar ten noorden van het eiland ligt de convergente plaatgrens tussen de Caribische en de Noord-Amerikaanse Plaat. De botsing tussen de twee platen veroorzaakt aardbevingen en tsunami's in het gebied. In 1867 werd Charlotte Amalie getroffen door een tsunami met een hoogte van 4,5 tot 6,1 meter.

## Transport

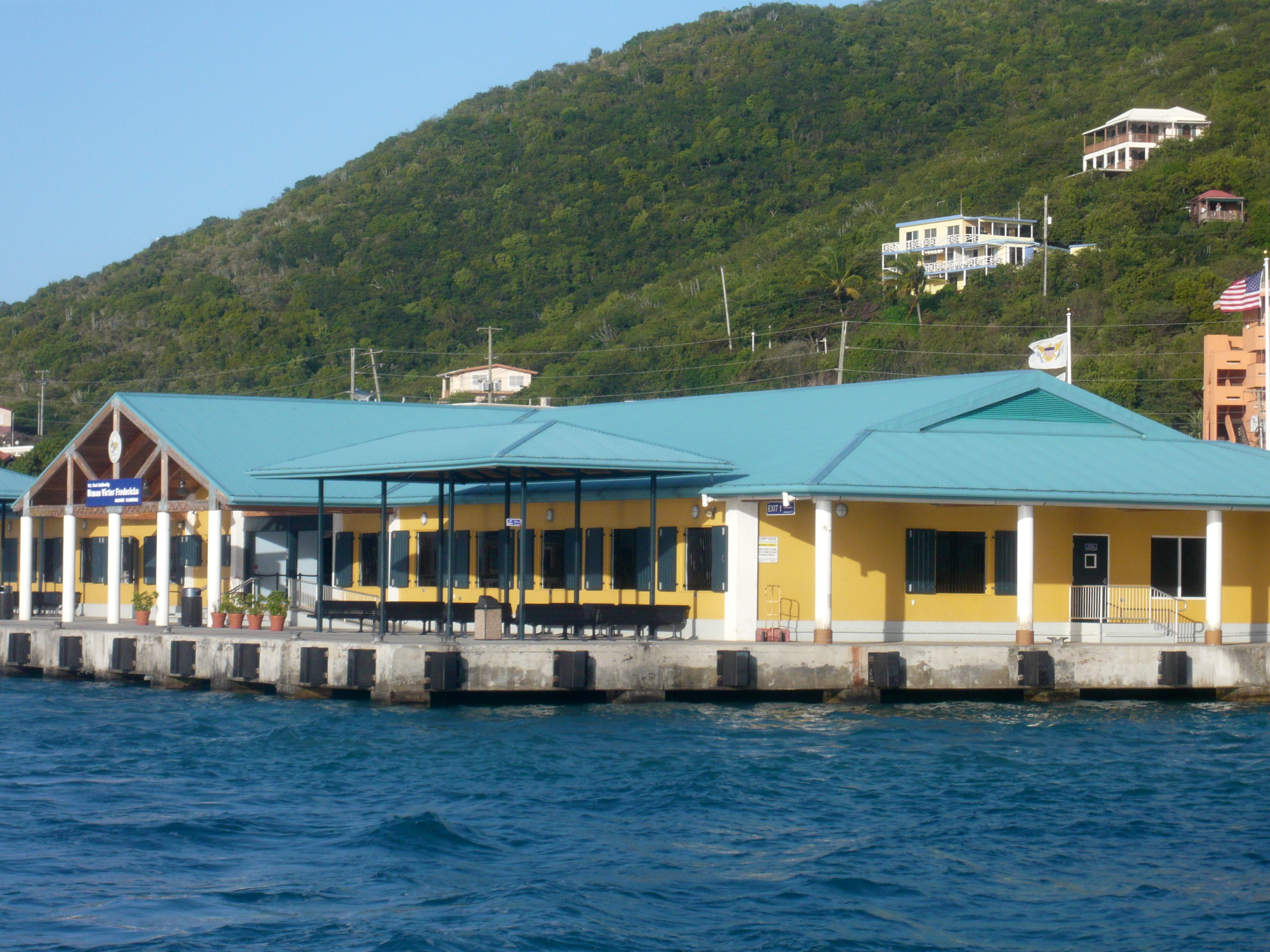
Veerbootterminal in Red Hook

Er zijn twee internationale vliegvelden op de Amerikaanse Maagdeneilanden. De luchthaven Cyril E. King ligt ten westen van de hoofdplaats Charlotte Amalie op Saint Thomas, en is het belangrijkste vliegveld. De luchthaven Henry E. Rohlsen ligt op Saint Croix en wordt voornamelijk gebruikt voor vluchten binnen het Caraïbisch gebied.
Veerboten zijn het belangrijkste vervoersmiddel tussen de eilanden. Vanaf de haven van Charlotte Amelie vertrekken veerboten naar Cruz Bay op Saint John, Christiansted op Saint Croix, Water Island, en Tortola op de Britse Maagdeneilanden.
Het openbaar vervoer op de eilanden is beperkt. Taxi's en huurauto's zijn beschikbaar. Het verkeer op de Amerikaanse Maagdeneilanden rijdt links. De meeste auto's komen uit de Verenigde Staten en hebben het stuur links (aan de verkeerde kant). Op Saint John moeten rekening worden gehouden met loslopende ezels.

## Economie
De economie van de Amerikaanse Maagdeneilanden is voornamelijk gebaseerd op toerisme. De belangrijkste toeristische trekpleisters zijn de stranden zoals Magens Bay, Sapphire Beach, Trunk Bay, Cinnamon Bay Beach, plantageruïnes zoals Cinnamon Bay en Sion Farm, forten zoals Fort Christian en Fort Christiansværn, natuurgebieden zoals Virgin Islands National Park, Salt River Bay, Buck Island en Sandy Point.
De Amerikaanse Maagdeneilanden hebben een handelsoverschot. In juni 2022 waren de belangrijkste exportproducten geraffineerde olie en auto's. De belangrijkste exportlanden waren Panama en Haïti.

## Galerij

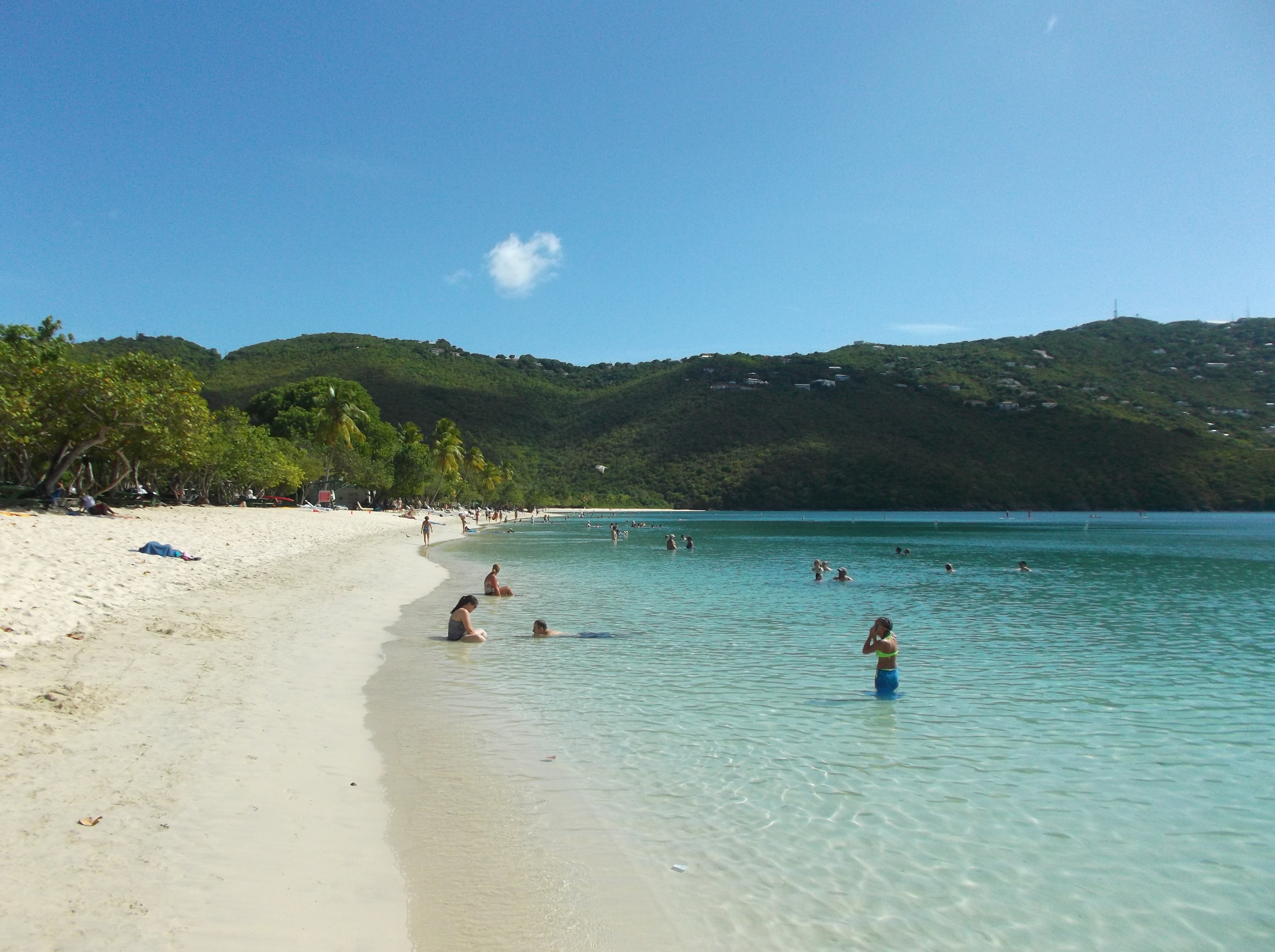
Magens Bay
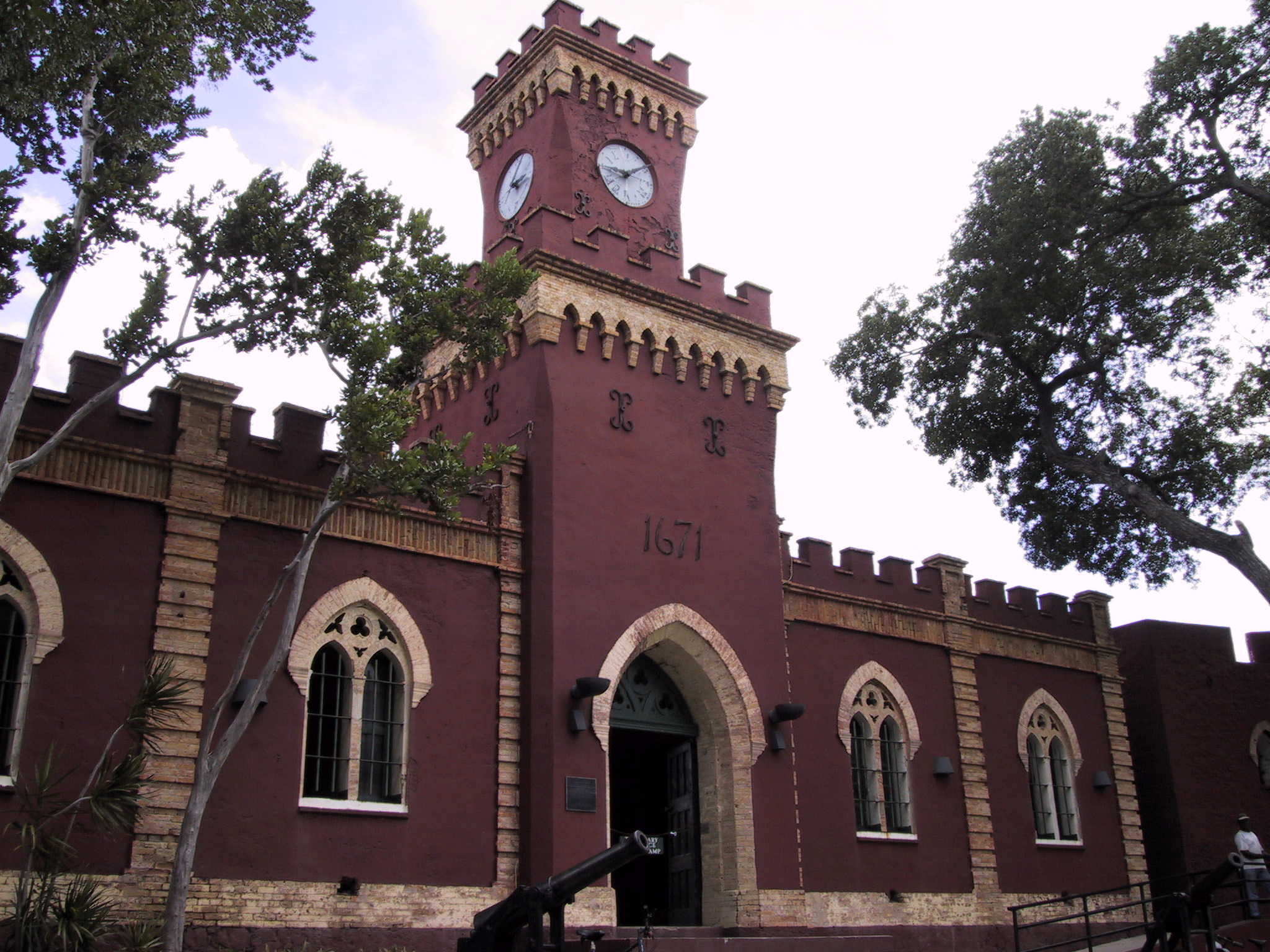
Fort Christian
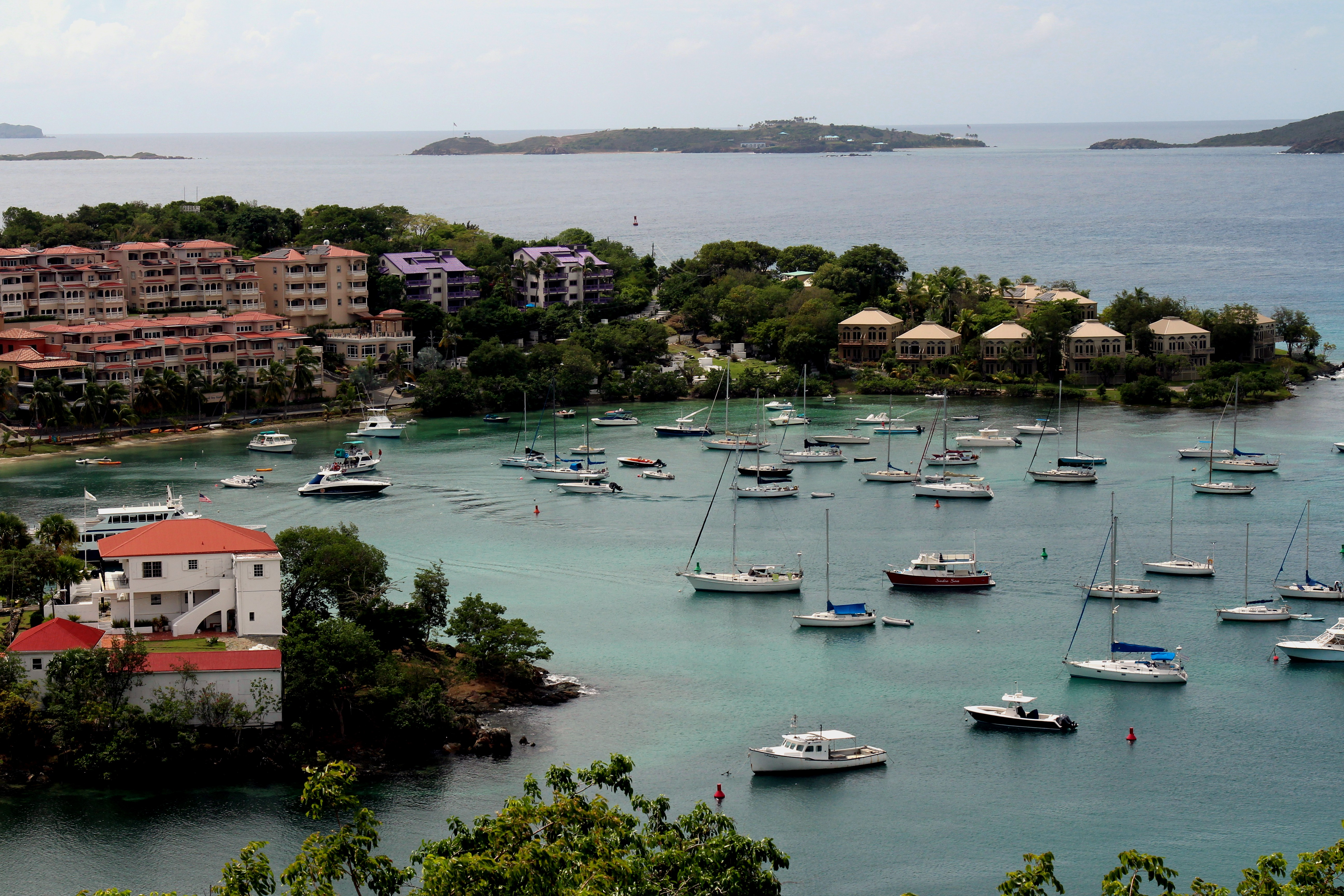
Cruz Bay
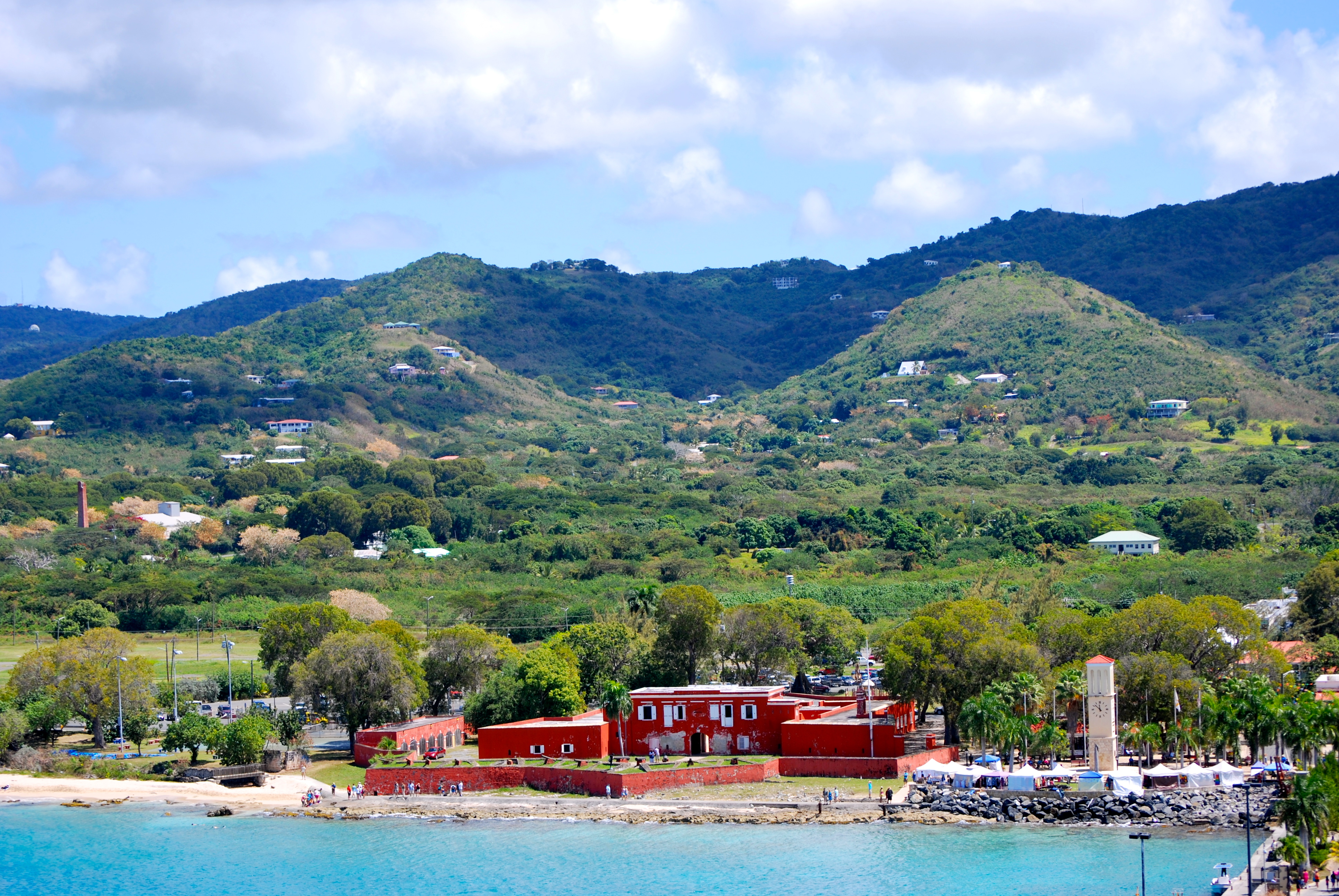
Frederiksted

- Biblioteca Nacional de España: XX454094
- Bibliothèque nationale de France: cb11865885j (data)
- Catàleg d'autoritats de noms i títols de Catalunya: 981058616111306706
- Gemeinsame Normdatei: 4108287-4
- International Standard Name Identifier: 0000 0004 0618 6838
- KulturNav: fa9522a2-9078-452e-90b0-db8d60d52ef4
- Library of Congress Control Number: n80125675
- MusicBrainz: f33958ac-4198-3ce8-a751-1c44d9b4063a
- National Archives and Records Administration: 10044682
- Nationale Bibliotheek van Tsjechië: ge212900
- Nationale Bibliotheek van Israël: 987007559780605171
- Système universitaire de documentation: 026405555
- Virtual International Authority File: 235518082
- WorldCat: E39PBJdmqdWPqvd9TJD7rhmTpP

Antigua en Barbuda · Bahama's · Barbados · Belize · Canada · Costa Rica · Cuba · Dominica · Dominicaanse Republiek · El Salvador · Grenada · Guatemala · Haïti · Honduras · Jamaica · Mexico · Nicaragua · Panama · Saint Kitts en Nevis · Saint Lucia · Saint Vincent en de Grenadines · Trinidad en Tobago · Verenigde Staten

Land van het Koninkrijk der Nederlanden: Aruba · Curaçao · Sint Maarten

Nederlands openbaar lichaam: Bonaire · Sint Eustatius · Saba

Frans overzees departement: Guadeloupe · Martinique

Overzees gebied van het Verenigd Koninkrijk: Anguilla · Bermuda · Britse Maagdeneilanden · Kaaimaneilanden · Montserrat · Turks- en Caicoseilanden

Overige gebieden: Amerikaanse Maagdeneilanden · Clipperton · Groenland · Puerto Rico · Saint-Barthélemy · Saint-Martin · Saint-Pierre en Miquelon